# Patognomický příznak
Patognomický příznak je typický příznak charakteristický pro určitou nemoc. Znalost patognomických příznaků má pro lékaře velký význam v diagnostice nemocí. Např. při infarktu myokardu je patognomickým příznakem silná bolest na hrudi. U psů při vzteklině je zase patognomická změna chovaní a anisokorie (nestejné rozšíření zornic). Příznaky, které nejsou patognomické, tzn. mohou se vyskytovat u více chorob, je pak třeba podrobit diferenciální diagnóze (hov. "diferenciál").